# Baía de Hancheu
Hancheu ou Hangzhou é uma baía do Mar da China Oriental margeada pela província de Zhejiang (Chequião) e pelo município de Xangai.[carece de fontes?]